# 民主黨 (大韓民國1990年)
民主黨，是由反对三党合党的前统一民主党党员联合朴燦鍾、李哲等无所属议员于1990年6月18日创立的政党，被普遍称为小民主党。成立时为国会第二大在野党。1991年9月16日与当時的最大在野党和平民主黨合并为民主党，由金大中出任黨總裁，以參與1992年的國會和總統選舉。

## 主要选举记录

### 地方议员選舉
| 年度   | 選舉 | 廣域自治議員 | 基礎自治議員   | 領袖   |
| ------ | ---- | ------------ | -------------- | ------ |
| 1991年 | 1屆  | 21 / 866     | 未開放政黨推薦 | 李基澤 |